# Yong-uijudo miss Shin
Yong-uijudo miss Shin (용의주도 미스 신?, 用薏周到 미스 신?, Yongŭijudo misŭ sinMR; lett. "L'attenta signorina Shin"), conosciuto anche con il titolo internazionale in lingua inglese Miss Gold Digger, è un film del 2007 diretto da Park Yong-jip.

## Trama
Shin Mi-soo è una ragazza che, per trovare l'uomo perfetto, conduce quattro relazioni separate, adottando un diverso nome e stile di vita in ognuna di esse. La situazione inizia tuttavia a complicarsi quando i quattro iniziano a scoprire di essere stati ingannati.

## Distribuzione
In Corea del Sud, la pellicola è stata distribuita da Sidus FNH Pictures e Road Pictures a partire dal 18 dicembre 2007.